# Louis Grignon
Louis Grignon   () fou un general de la Revolució francesa. Convé no confondre Louis Grignon amb el comte senyor de Pouzauges, aristòcrata francès, emigrant i cap militar Vendeà alhora, va morir en la batalla de Chambretaud el 18 de novembre de 1799.

## Orígens
Louis Grignon va servir per primera vegada a l'exèrcit reial des del 1767, com a fuseller a les Guàrdies franceses. Quan va esclatar la Revolució, va ser un segon tinent. El 1792 fou ajudant general adjunt a la Guàrdia Nacional de Saumur, aleshores ajudant general de brigada el 12 d'octubre de 1793 a l'exèrcit de les costes de La Rochelle. Va participar en les lluites contra els vendeans. El 28 de novembre de 1793 va ser ascendit a general de brigada. Des del gener de 1794 es va encarregar del comandament de la segona columna infernal i va aplicar les instruccions del general en cap Turreau.

Dins les seves memòries Joseph Lequinio informa del testimoni d'agost. Chauvin, membre del comitè de supervisió de la ciutat de Bressuire:
| « | He de dir en primer lloc, que el dia de la seva sortida d'Argenton-le-Peuple, Grignon després d'haver muntat la seva columna, li va fer aproximadament aquesta arenga:" Els meus camarades, estem entrant al país insurgent, et dono l'ordre expressa d'entregar a les flames tot el que probablement es cremi i passar amb el ferro de la baioneta tot el que trobareu als habitants al vostre passatge. Sé que potser hi ha alguns patriotes en aquest país; no importa, hem de sacrificar-ho tot". | » |

22 de gener de 1794, Saint-Aubin-du-Plain: 79 habitants massacrats per la 3a columna infernal del general Louis Grignon.
El 24 de gener la columna era a Bressuire. Chauvin també informa:
| « | El dia de la seva marxa, va repetir, al capdavant de la seva columna, l'arenga que havia donat a Argenton-le-Peuple; Va ser realment un exèrcit d'exterminadors que va deixar Bressuire; les parròquies entre Bressuire i La Flocellière, de més de dues llegües i mitja, van ser sacrificades completament. La massacre va ser general i no es va distingir ningú; i va ser sobretot en aquesta passejada que Grignon va cremar una immensa quantitat de subsistència. | » |

Lequinio informa que es van cremar tots els pobles entre La Flocellière i Les Herbiers, incloent-hi el pinso i el gra que havien de ser capturats. Mariteau, alcalde de Fontenay-le-Comte, escriu en les seves actes:
| « | El general Grignon arriba amb la seva columna a Les Herbiers. Vam anar a trobar-lo per conferir amb ell; li vam assenyalar que la llei prohibia expressament la crema de gra i farratge. Li vam recordar perquè els recopilés per a operacions posteriors. Ens diu que les comandes eren tals, però que no es realitzaven. Va afegir, pel que fa a Les Herbiers, que estàvem contents de que el seu company Amey estigués allà, que sense ell tots els habitants sense distinció de patriotes o d'una altra o banda haurien estat afusellats perquè les ordres del general en cap es van dur a terme massacres, disparar i cremar tot, el qui estava al seu pas, que havia disparat a municipis sencers, vestit amb els seus mocadors. Hem d'observar que la comuna des Herbiers s'havia purgat íntegrament de tots els aristòcrates i als horrors que hem descrit cal afegir que s'emportaven les carteres de tots els individus, tots els voluntaris anaven a les granges a agafar cavalls, ovelles, aviram de totes les espècies. | » |

26 de gener de 1794, Cerizay: massacre d'habitants, inclosos dones i nens per la columna Grignon. La ciutat, patriòtica, és estalviada, però es massacren habitants de granges i pobles. 300 morts segons el general Grignon, però aquest nombre és probablement exagerat. Ajudant general i segon a Grignon, Lachenay va destruir Saint-André-sur-Sèvre i va massacrar els seus habitants inclosos membres de la Guàrdia Nacional.

## Més malvestats
El 27 de gener la quarta columna va incendiar el castell de Saint-Mesmin; una antiga dama de Vasselot que l'ocupava és assassinada. El 28 de gener Le Boupère: el general Louis Grignon va haver disparat a 19 presos. El 30 de gener, 30 presoneres vendeanes van ser violades per oficials de la columna Grignon abans d'esser afusellades a prop del dipòsit del castell. El 9 d'abril, Saint-Lambert-du-Lattay i Gonnord: el general Grignon va escriure que havia "matat molts homes i dones".
 El 14 d'abril de 1794 fou nomenat general de divisió i el 16 d'agost fou suspès i posat en arrest. Rehabilitat malgrat les seves accions criminals durant la guerra de Vendée, va tornar a l'exèrcit el 25 d'octubre de 1795. Va ser admès a la jubilació el 28 de juny de 1810.
Va morir el 25 de desembre de 1825 a Angulema.